# 화장 (영화)
《화장》은 2014년에 개봉한 대한민국의 영화이다.

## 줄거리
오 상무는 50대 중반의 성공적인 대기업 화장품 회사의 마케팅 임원이다. 그는 지난 4년간 뇌암으로 건강이 꾸준히 고통스럽게 악화된 병든 아내를 지칠 줄 모르고 돌보면서 기업 생활과 새로운 광고 캠페인 준비를 병행하는 데 어려움을 겪는다. 이 어려운 시기에 오 상무는 마케팅 팀에 새로 합류한 훨씬 젊고 매력적인 추은주에 대한 커져가는 감정을 깨닫는다. 아내가 마침내 병으로 세상을 떠나자 오 상무는 깊은 슬픔과 새로운 열정 사이에서 갈등한다.

## 캐스팅
- 안성기 : 오 상무 역
- 김규리 : 추은주 역
- 김호정 : 아내 역
- 전혜진 : 오미영 역
- 연우진 : 사위 김민수 역
- 신영진 : 처제 역
- 김기천 : 이 거사 역
- 김병춘 : 조 부장 역
- 김영훈 : 정 과장 역
- 김현아 : 박 과장 역
- 박정식 : 김 대리 역
- 서영주 : 소영 역
- 유연 : 마케팅팀 비서 역
- 민경진 : 최비뇨기과 의사 역
- 차청화 :최비뇨기과 간호사 역
- 연준 : 레지던트 의사 역
- 박노식 : 사우나 종업원 역
- 박팔영 : 주치의 역
- 노수정 : 결박 간호사 역
- 김정수 : 오산공장 공장장 역
- 여민정 : 립스틱녀 역
- 하복음 : 마케팅 팀원 역
- 정우영 : 마케팅 팀원 역
- 심유승 : 택시기사 역
- 이민영 : 여성소비자단체 김 회장 역
- 김명기 : 개발실장 역
- 이지연
- 주현 : 사장 역
- 안석환 : 안 상무 역
- 예지원 : 무용단장 역
- 배한성 : 송 전무 역
- 김재찬 : 동물병원 수의사 역
- 윤종호 : 상여 소리꾼 역 (특별출연)
- 길수경

## 수상
- 2015년 제51회 백상예술대상 영화부문 여자조연상 - 김호정
- 2015년 제51회 백상예술대상 영화부문 작품상
- 2015년 제35회 황금촬영상 인기남우상 - 안성기
- 2015년 제35회 황금촬영상 인기여우상 - 김호정

## 참고 사항
- 2019년에 영화평론가이자 영화감독이기도 한 정성일은 이 작품의 촬영 현장을 담은 다큐멘터리 영화 백두 번째 구름을 연출했다.